# Myrcia gigantea
Myrcia gigantea är en myrtenväxtart som först beskrevs av Otto Karl Berg, och fick sitt nu gällande namn av Franz Josef Niedenzu. Myrcia gigantea ingår i släktet Myrcia och familjen myrtenväxter. Inga underarter finns listade i Catalogue of Life.